# Cociella crocodilus
Cociella crocodilus is een straalvinnige vissensoort uit de familie van platkopvissen (Platycephalidae). De soort is voor het eerst wetenschappelijk beschreven in 1829 door Cuvier als Platycephalus crocodilus.